# Sigismund Payne Best
Kapitein Sigismund Payne Best (Cheltenham, 14 april 1885 - Calne, 21 september 1978) was een Britse agent van de British Secret Intelligence Service (SIS) tijdens de Tweede Wereldoorlog. Hij is vooral bekend geworden door zijn gevangenneming tijdens het Venlo-incident, samen met majoor Richard Stevens.
In de Eerste Wereldoorlog was Best reeds actief in Nederland als geheim agent van de militaire inlichtingendienst Wallinger London, die gedurende de jaren 1917 en 1918 een kantoor had aan de Heemraadssingel in Rotterdam. Eind 1917 moest Best terugkeren naar Londen. Na de oorlog ging hij in 1919 weer naar Nederland en huwde hij met de Nederlandse schilderes Margaretha van Rees (1892-1980). Hij begon een handelsbedrijf in farmaceutica, nadat hij in de oorlog veel gebruik had gemaakt van morfine en cocaïne als betaalmiddel voor spionnen. Hij woonde in Den Haag aan het Lange Voorhout 90 en stond bekend als een serieuze Engelse zakenman die in hoge Haagse kringen verkeerde, met onder zijn kennissen prins Hendrik.
Sigismund Payne Best heeft in Sachsenhausen en Dachau gevangengezeten en de oorlog overleefd. Tijdens deze jaren leerde hij onder meer Georg Elser en theoloog Dietrich Bonhoeffer kennen.
In 1950 schreef Payne Best een bestseller over het Venlo-Incident. In 1978 stierf hij op 93-jarige leeftijd.
- Gemeinsame Normdatei: 128706155
- International Standard Name Identifier: 0000 0000 4432 688X
- Library of Congress Control Number: no2002071592
- Nationale Bibliotheek van Israël: 987007295155705171
- Nationale Bibliotheek van Polen: a0000003696724
- Nederlandse Thesaurus van Auteursnamen: 132290979
- SNAC: w6b92rj2
- Système universitaire de documentation: 152228004
- Virtual International Authority File: 58753107
- WorldCat: E39PBJqqCG3334xF9JV49Thj4q